# Organización para la Liberación de Palestina
La Organización para la Liberación de Palestina (OLP) es una organización de movimientos políticos y paramilitares creada por Yasir Arafat, líder del Consejo Nacional Palestino en Jerusalén Este en mayo de 1964 bajo los auspicios de la Liga Árabe. En 1973, la OLP optó por dejar de ser una organización estrictamente terrorista y adoptar adicionalmente la diplomacia.  La Liga Árabe considera a la OLP desde octubre de 1974 como la «única representante legítima del pueblo palestino». Aquel mismo año, la Asamblea General de la ONU reconoció a la OLP como representante del pueblo palestino, otorgándole la condición de observadora.El 13 de diciembre de 1988, en un discurso ante la Asamblea General, Yasir Arafat renunció al terrorismo y condenó todas sus formas. También pidió la aplicación de la resolución de partición de 1947 y la retirada de Israel de los territorios ocupados.
Su primer objetivo declarado era la destrucción del Estado de Israel mediante la «lucha armada» e inicialmente era controlada por el gobierno egipcio. La carta orgánica original de la OLP llamaba abiertamente a la aniquilación de Israel, así como el retorno de los refugiados palestinos que huyeron o fueron expulsados de Israel durante la guerra árabe-israelí de 1948, y la autodeterminación de los árabes palestinos, que en ese momento se encontraban bajo la ocupación jordana y egipcia de los territorios de Cisjordania y la Franja de Gaza respectivamente. En dicha carta la creación de un Estado palestino no era mencionada, aunque posteriormente la OLP adoptó la idea de fundar un Estado independiente para los palestinos desde el río Jordán hasta el mar Mediterráneo. Más recientemente, la OLP adoptó la solución de dos Estados, con Israel y un Estado palestino viviendo en paz, aunque algunos líderes palestinos de la agrupación, incluyendo a Yasir Arafat y Faisal Husseini, siguieran declarando que su objetivo continuara siendo la «liberación» de toda Palestina. En 1988, se produjo la declaración de independencia de Palestina por la OLP.
En 1993 el líder de la OLP, Yasir Arafat, reconoció el Estado de Israel en una carta oficial enviada al primer ministro israelí Isaac Rabin. En respuesta a la carta de Arafat, Israel reconoció a la OLP como «legítimo representante del pueblo palestino», dando inicio a los Acuerdos de Oslo y a la Autoridad Nacional Palestina. Arafat fue el máximo dirigente del Comité Ejecutivo de la OLP desde 1969 hasta su muerte en 2004, siendo sucedido por Mahmud Abás en la conducción de la organización.

## Historia

### Creación
La OLP fue creada en Jerusalén Este en la primera reunión del Consejo Nacional Palestino, entre el 28 de mayo y el 2 de junio de 1964, a raíz de una resolución de la Liga Árabe adoptada en su cumbre de El Cairo (República Árabe Unida) en enero del mismo año, por la que se recomendaba la creación de una organización representativa del pueblo palestino. Inicialmente fue apoyada y controlada por el gobierno egipcio de Gamal Abdel Nasser, pero subordinada a sus ambiciones panarabistas.
El objetivo era crear un grupo que se erigiera como gobierno de los refugiados palestinos de la guerra árabe-israelí de 1948. El primer presidente de la OLP fue Ahmed Shukeiri, un abogado palestino-egipcio. El Ejército por la Liberación de Palestina se creó para ser el ala armada de la organización, pero nunca llegó a funcionar como un ejército en toda regla.

### Batalla de Karameh
El 21 de marzo de 1968 una unidad especial de las Fuerzas de Defensa de Israel cruzó el río Jordán, el límite entre Israel y Jordania, para luego asaltar el campamento militar de Fatah en el pueblo de Karameh. Algunas equivocaciones israelíes en el asalto, como la desorientación y el fuego amigo los apartaron de su objetivo principal: matar a Yasir Arafat. Cuando los israelíes por fin sitiaron el campamento de Fatah, las Fuerzas Armadas Reales de Jordania enviaron una columna de tanques y artillería para responderles. La siguiente batalla, desarrollada simplemente para eliminar a Arafat, se tornó muy complicada. Las fuerzas israelíes debieron retroceder entonces a su frontera. La batalla, aunque ganada gracias a la intervención de las fuerzas jordanas, ha sido declarada como la mayor victoria de la resistencia palestina, por lo que Arafat se convirtió en la estrella más grande entre los guerrilleros palestinos.
En 1969 el líder de Fatah, Arafat, todavía gozando del mérito por la batalla de Karameh, fue elegido presidente de la OLP, cambiando así la organización de manos de la Liga Árabe a un grupo que incluía a todos los movimientos guerrilleros palestinos.

### Arafat, presidente
En 1967, después de la guerra de los Seis Días y la derrota de los estados árabes, Shukeiri renunció como líder de la OLP en favor de Yahya Hammuda, un candidato más joven, partidario de Nasser. Nasser se dio cuenta de que la OLP perdía posiciones como ente representativo de los palestinos frente a grupos como Fatah en Kuwait y el Movimiento Nacionalista Árabe (MNA) en Irak que empezaron la lucha contra Israel empleando tácticas de guerra de guerrillas; no se tuvo en cuenta que los palestinos querían un movimiento independiente de los estados árabes. A Yahya Hammuda lo sucedió al frente de la organización Yasir Arafat (conocido entre los árabes con el apodo de Abu Ammar).
Al tomar el control de la OLP, Arafat tenía que luchar contra los estados árabes, en particular contra Egipto y Siria, para crear un frente palestino sólido e independiente. En varias ocasiones los estados árabes hacían frente a la OLP, bien porque querían mantener su influencia sobre la organización y los palestinos, bien por defender sus propios intereses cuando la OLP no respetaba su soberanía.

### Septiembre Negro
A causa de sus actividades ilegales en Jordania en los años 60, se creó un conflicto entre la OLP y el rey de Jordania, Hussein de Jordania. Las facciones de la OLP usaban el territorio cercano a la frontera entre Jordania e Israel para construir bases guerrilleras y entrenar a sus soldados. Debido a que los guerrilleros palestinos no respetaban las leyes del rey, empezaron a enfrentarse con las Fuerzas Armadas Reales de Jordania en confrontaciones pequeñas. Como en algunas regiones de Jordania regían las leyes palestinas y el rey no ejercía control, se empezó a pensar que Arafat intentaría derrocar al rey Hussein y establecer en Jordania un gobierno palestino como un primer paso para reconquistar Palestina, por lo que cundió el pánico en el palacio real en Amán.
Los secuestros de vuelos internacionales realizados por la FPLP el 6 de septiembre de 1970 enojaron al rey jordano, sintiéndose humillado y con la cada vez más clara convicción de que perdía el control de su propio reino. Por ello, decidió atacar a la OLP antes que ella lo atacara[cita requerida]. El 15 de septiembre sus fuerzas atacaron las bases de la OLP en todo el país asesinando a miles de guerrilleros de todas las facciones y a ciudadanos palestinos en las campos de refugiados. Las estimaciones de las muertes fluctúan entre mil y treinta mil víctimas mortales. El hecho fue bautizado como Septiembre Negro por parte de los palestinos, causando la formación de un grupo homónimo.

### El Frente Rechacista
En 1974, el presidente Arafat habló frente a la Asamblea General de la ONU en la que dijo: "He venido aquí con una rama de olivo y la pistola de quien lucha por la libertad. No permitan que la rama de olivo caiga de mi mano". La intención fue decir que la OLP estaba lista para negociar con Occidente (o posiblemente, con Israel), para así terminar con el conflicto. Los grupos radicales de la OLP, como la FPLP, declararon que Arafat era un traidor, formando a continuación el Frente Rechacista, un grupo que incluía a todos los grupos que no aceptaban negociar con Israel. Algunos estados árabes, como Egipto y Jordania, trataron de reemplazar a Arafat por una persona más radical. A pesar de todo, el Frente Rechacista no ganó la batalla interna contra Fatah y Arafat.

### Actividad armada antes de 1988
Las actividades armadas de la OLP tras 1969 fueron las propias de los grupos armados que constituían la organización, como Fatah o el Frente Popular por la Liberación de Palestina. El FPLP y otros grupos radicales abandonaron la OLP en varias ocasiones porque pensaban que Arafat no era lo suficientemente duro con Israel y por las negociaciones de paz que más tarde llevaría a cabo.
Las armas de la OLP eran suministradas por la URSS, que proporcionaba armamento a los estados árabes desde los años 50. De manera usual la OLP no recibía las armas directamente de los soviéticos, sino de intermediarios. Tras la revolución libia en 1969 (Revolución verde) el presidente de aquel estado, Muammar al-Gaddafi, abastecía a los miembros de muchos grupos de la OLP con armamento que compraba de la URSS.

### La guerra civil libanesa
En 1975, cuando comenzaron los enfrentamientos entre los cristianos y musulmanes libaneses por el control del Estado, la OLP se unió a las fuerzas del Movimiento nacional libanés, un grupo de musulmanes, drusos, y otros sectores libaneses con una agenda izquierdista. Por el lado de los cristianos participaron los sirios y algunos grupos radicales palestinos apoyados por Siria. Las batallas y masacres perpetradas por ambos bandos durante la guerra causaron la destrucción y la muerte de miles de civiles en Líbano, otorgando así una reputación sangrienta a la OLP, que tuvo su peor expresión en la Masacre de Damour. En 1982, después de una campaña de ataques cerca de la frontera entre Israel y el Líbano perpetrados por la OLP, los israelíes entraron en Líbano y expulsaron a la OLP después de una guerra larga y controvertida. Cuando los israelíes se retiraron, estos grupos volvieron a entrar en el país.
Entre 1983 y 1985 se formó una rebelión contra Fatah, llamada Fatah-‘Intifada’ (“sublevación”), que enfrentó a Siria y otros grupos palestinos pro-sirios (FPLP-Comando General y As Saiqa) contra Arafat por el control de la OLP. La rebelión falló, debido probablemente a que los palestinos que habitaban los campos de refugiados del Líbano prefirieron luchar por un líder palestino que apoyar a las fuerzas sirias, que asaltaban sus campos y causaban muchas muertes de manera indiscriminada. En 1985 una nueva ofensiva israelí intentó expulsar definitivamente a Arafat, el cual se trasladó a Túnez.

### Declaración de independencia y reconocimiento de Israel
En 1988 en Argel, la OLP proclamó la independencia del Estado de Palestina, reconoció implícitamente al Estado de Israel y renunció al uso del terrorismo para conseguir los objetivos políticos de la causa palestina: un Estado independiente (con capital en Jerusalén Este) en el resto de Palestina que no fue ocupado por Israel en 1948 (Cisjordania y la Franja de Gaza) y el reconocimiento del derecho de retorno de los palestinos expulsados que viven como refugiados en los países vecinos.

### Década de 1990: acuerdos de Oslo
En 1991 Arafat participó en la Conferencia de Paz de Madrid junto con el primer ministro de Israel, Isaac Shamir. En 1993 el sucesor de Shamir, Isaac Rabin, y Arafat se encontraron en una conferencia inicial en Oslo (Noruega) para negociar un alto el fuego y luego en Washington (EE. UU.) con el presidente del Estados Unidos Bill Clinton para acordar una Declaración de Principios. En 1994 la Autoridad Nacional Palestina, la organización gobernante de Cisjordania y Gaza, renunció a las tierras que Israel poseía antes de 1967. Desde 2001, Fatah y otros grupos de la OLP se enfrentan contra las fuerzas armadas de Israel en la Segunda Intifada.
En 1993, los Acuerdos de Oslo terminaban con el estado de guerra entre Israel y la OLP, pero unas cuantas facciones eran contrarias a abandonar la lucha permanente contra el estado de Israel, como la FPLP-CG y el Frente Democrático por la Liberación de Palestina (FDLP). Tras la muerte de Arafat en octubre del 2004, tomó las riendas de la OLP y de Fatah Mahmud Abbas. Los Acuerdos de Oslo también crearon un órgano de gobierno palestino autónomo, la Autoridad Nacional Palestina (ANP), pero la OLP se mantiene como un factor muy importante en la política palestina debido a sus grandes reservas económicas y a que aún sirve de "paraguas" de algunos grupos armados palestinos (Movimiento de la Resistencia Islámica-Hamás y la Yihad Islámica, por ejemplo). Estos dos grupos tienen continuas desavenencias con la OLP a causa de su carácter islamista, ya que no plantean la lucha con Israel como un conflicto colonialista e imperialista (como hace la OLP) sino como un conflicto de fe, en el que se lleva a cabo una guerra santa contra el enemigo judío.

## Financiación en la década de 1990
Según un informe de 1993 del antiguo Servicio Nacional de Inteligencia Criminal británico, la OLP era considerada como la organización más rica, con unos activos de entre 8 y 10 mil millones de dólares, y unos ingresos anuales de 1,5 a 2 mil millones de dólares. Asimismo, el periódico The Daily Telegraph informó en 1999 que la OLP poseía más de 50 000 millones de dólares en inversiones secretas en todo el mundo. Un informe de 1995 de la GAO (Oficina de Contabilidad del Gobierno de los Estados Unidos) afirmó que le fue imposible confirmar estos datos, ya que el autor del informe del NCIS de febrero de 1994 se negó a revelar sus fuentes. Por otro lado, contrariamente a las acusaciones publicadas por analistas de diversos medios, la GAO declaró que no existen pruebas de que la OLP haya estado implicada en tráfico de drogas.

## Facciones de la OLP

### Miembros actuales
- Fatah Presidencia de la ANP y de la OLP.
- Frente Popular para la Liberación de Palestina (FPLP).
- Frente Democrático por la Liberación de Palestina (FDLP).
- Frente por la Liberación de Palestina (FLP).
- Unión Palestina Democrática (Fida).
- Partido Popular Palestino (PPP).
- As-Saika (prosirio).
- Frente por la Liberación Árabe (FLA) (apoyado por el partido Baaz iraquí).
- Frente por la Lucha Popular Palestina (FLPP).
- Frente Árabe Palestino (FAP).

### Antiguos miembros
- Frente Popular por la Liberación de Palestina-Comando General (FPLP-CG) (pro-sirio).
- Fatah-Intifada
- Frente Popular por la Liberación de Palestina-Maniobras Externas (FPLP-ME) (desaparecido desde 1978).
- Frente Revolucionario Popular por la Liberación de Palestina (FRPLP) (desaparecido).
- Frente Popular para la Liberación de Palestina-Comando Especial (FPLP-CE) (desaparecido).
- Organización 15 de Mayo (desaparecida).

## Grupos contrarios a la OLP
- Fatah-Consejo Revolucionario (desaparecido).
- Frente Rechacista (alianza contraria a las negociaciones con Israel) (desaparecida).

## Grupos no afiliados
- Movimiento Islámico de Resistencia Hamás.
- Yihad Islámica Palestina.